# John Bradley West

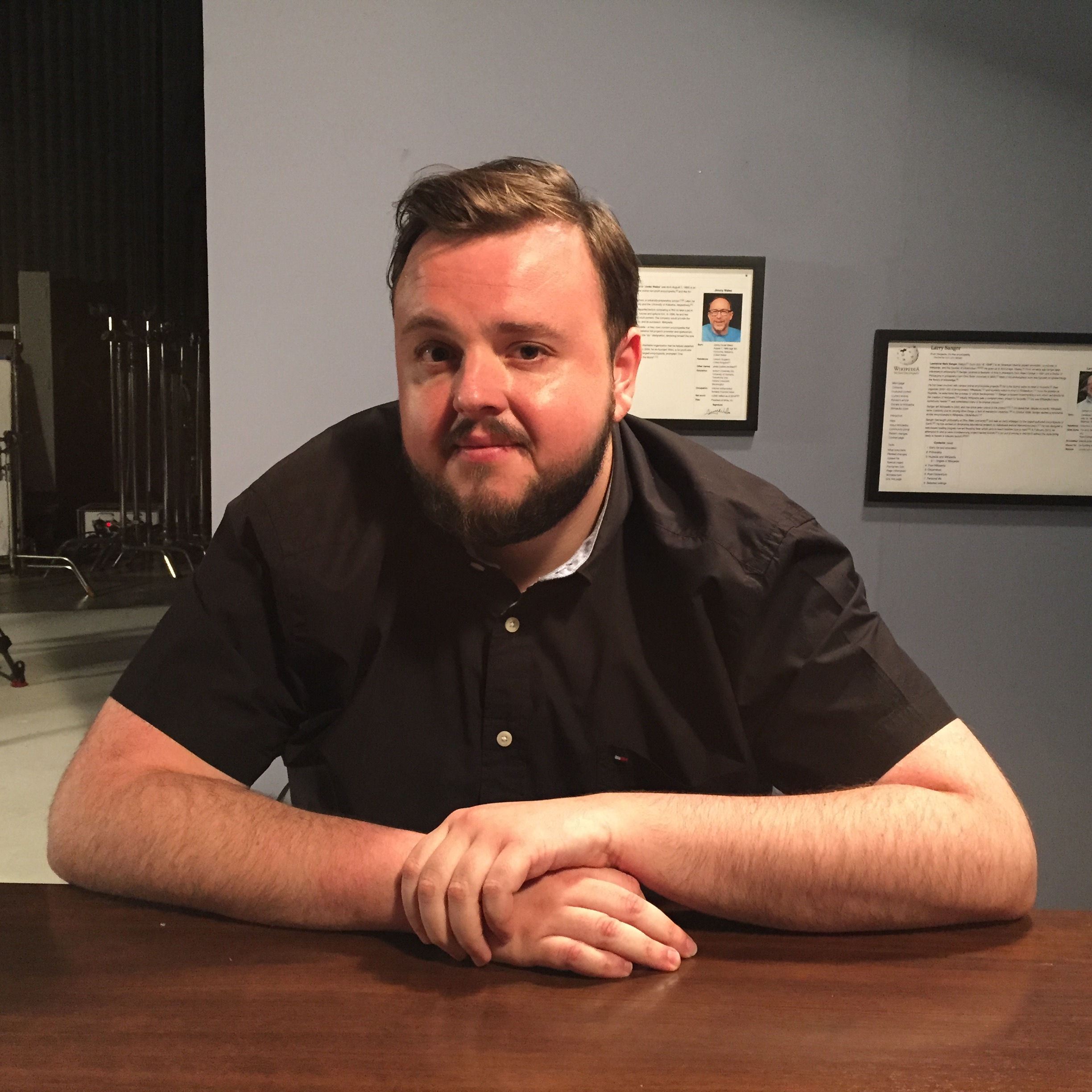
John Bradley West (2017)

John Bradley West (* 1988 in Wythenshawe, Lancashire) ist ein britischer Schauspieler.

## Laufbahn
Bradley wuchs im Gebiet Wythenshawe bei Manchester auf, wo er die St Paul’s RC High School besuchte. Anschließend besuchte er das Loreto College in Hulme. Bradley studierte daraufhin Schauspiel an der Manchester Metropolitan School of Theatre und schloss sein Studium im Jahr 2010 ab.
Einen ersten Erfolg konnte Bradley mit der Rolle des Kardinals Giovanni de’ Medici erzielen, welche er in der Fernsehserie Borgia in mehreren Episoden verkörperte. Von 2011 bis 2019 war er in der HBO-Fantasyserie Game of Thrones in der Rolle des Samwell Tarly zu sehen, für die er noch vor seiner Graduierten-Abschlussfeier besetzt wurde. Seine erste Hauptrolle in einem Kinofilm hatte er 2015 als Vernon Stynes im Thriller Traders.

## Filmografie
- 2011: Borgia (Fernsehserie, 5 Episoden)
- 2011–2019: Game of Thrones (Fernsehserie, 48 Episoden)
- 2012: Shameless (Fernsehserie, Episoden 10x01–10x02)
- 2012: Merlin – Die neuen Abenteuer (Merlin, Fernsehserie, 2 Episoden)
- 2012: Anna Karenina
- 2015: Es ist kompliziert..! (Man Up)
- 2015: Traders
- 2017: American Satan
- 2018: Patient Zero
- 2022: Moonfall
- 2022: Marry Me – Verheiratet auf den ersten Blick (Marry Me)
- 2022: The Railway Children Returny
- 2023: North Shore – Tod in Sydney (Fernsehserie, 6 Episoden)
- 2024: 3 Body Problem (Fernsehserie)